# Томіо Окамура
Томіо Окамура (нар. 4 липня 1972, Токіо) — чеський бізнесмен і політик японського походження.  З жовтня 2012  по жовтень 2013 Окамура був членом Сенату Парламенту Чеської Республіки, з жовтня 2013 року є членом Палати депутатів. У травні 2013 року він заснував політичний рух «Світанок прямої демократії», а з серпня 2015 року є головою проросійського руху «Свобода та пряма демократія» (СПД). У 2017-2021 роках був заступником голови Палати депутатів Чеської Республіки. Має подвійне (чесько-японське) громадянство.

## Життя
Томіо Окамура народився в Токіо, де жила його мати Гелена Окамурова (вроджена Голікова), яка переїхала до Японії в 1966 році після одруження із Мацуо Окамурою, проте більшу частину дитинства він провів у Чехословаччині. Його мати не впоралася із самотнім життям у Японії й повернулася з синами на батьківщину, коли Томіо було шість років. Частину дитинства майбутній політик провів у дитбудинку в Маштьові біля Подборжан, де його цькували, через що він до 22 років заїкався. Після початкової школи Окамура закінчив промислове хімічне училище.
Приблизно в 1982-1987 роках Томіо разом з братами вступив у нелегальний скаутський загін. Нині колишні керівник та члени загону критично сприймають його політичні погляди; речник організації "Юнак – чеський скаут" заявляє, що політичні дії Окамури суперечать скаутським цінностям. 
Після закінчення школи поїхав до Японії, де працював збирачем сміття, а потім у продавцем попкорну в кінотеатрі. Через відчуття дискримінації, Окамура вирішив повернутися до Праги.[джерело?] [джерело?]
З 2008 року працює волонтером в Асоціації чеських туристичних офісів та агентств (чеськ. Asociace českých cestovních kanceláří a agentur; AČCKA), де займав посади віце-президента та речника. 

### Підприємницька діяльність

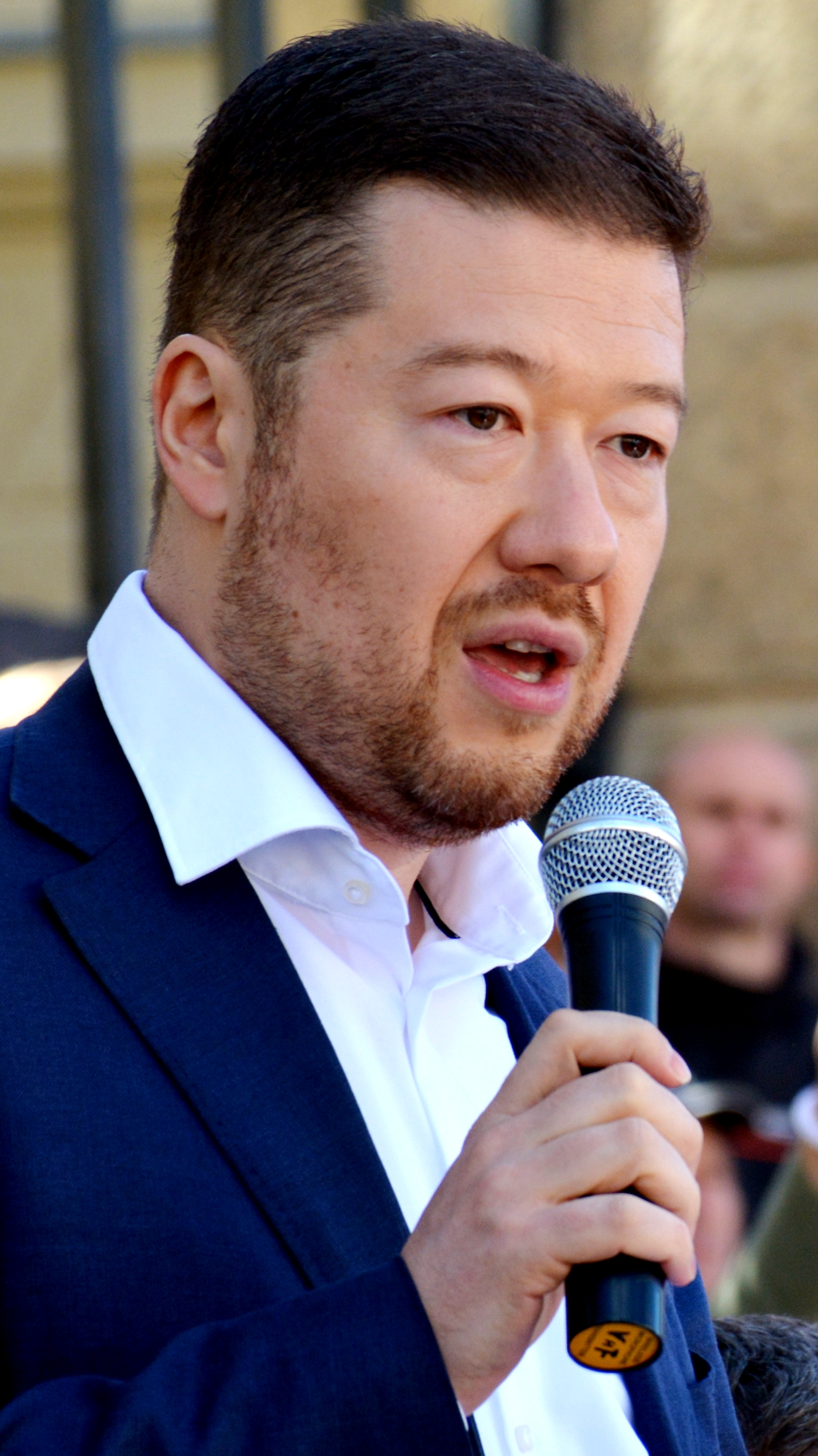
Окамура в 2015 році

З 1994 року Окамура займається підприємництвом у сфері готельного бізнесу, торгівлі, перекладацьких послуг та послуг гідів.[джерело?]
У 2010 році він приєднався до туристичного агентства для плюшевих іграшок Toy Travelling у якості партнера (разом з колишньою міністеркою інформатики Чехії Даною Беровою), проте бізнес-план провалився. Окамура був викреслений з комерційного реєстру як партнер у 2011 році, сама компанія з 2017 року перебуває в стані ліквідації.

### Початок суспільного життя
Є співавтором кількох книг. Був одним із інвесторів реаліті-шоу День Д на чеському телебаченні. У 1999 році він вклався у співволодіння мережею ресторанів. Його партнером був бізнесмен Ян Гаєк, який пізніше підтримував контакти зі скандальним бізнесменом Вацлавом Кочкою. Коли Окамура помітив нечесну діяльність, він припинив партнерство, зазнавши при цьому грошових збитків.
У лютому 2012 року він оцінив усі свої активи в сорок мільйонів крон. Найприбутковішою компанією для нього є туристичне агентство Miki Travel Prague, в якому він є керівником. Він також володіє компанією Mebius, яка надає послуги гіда та перекладача. Крім того, він є співвласником компанії Japa Foods, яка спеціалізується на продажу японської їжі та моди. Він також є співвласником програмної компанії Break2win і гастрономічної компанії U Machtů.

### Судові процеси
У 2012 році він подав до суду на журналістку Барбору Тахеці за звинуваченням у наклепі, оскільки, за її словами, він намагався знайти «остаточне вирішення циганського питання». Однак 11 червня 2012 року суд відмовив у задоволенні позову.
У 2013 році тижневик Reflex неодноразово вказував його як Пітоміо Окамуру (чеськ. Pitomio Okamura, гра слів: "pitomec" – "дурень" + "Tomio"), за що він подав до суду. У 2017 році Вищий суд Праги постановив, що використання цього прізвиська є допустимим, якщо воно стосується критики поглядів Томіо Окамури. Томіо Окамура подав апеляцію на вирок, яка була частково відхилена Верховним судом у травні 2018 року. У липні 2018 року Окамура подав конституційну скаргу на вирок. Вживання слова "Пітоміо" не задовільнило Конституційний суд, тому він повернув процес на розгляд міським судом.
У 2015 році він виграв процес проти Моніки Штікової та Орнелли Коктової. Він подав до суду на обох, оскільки вони сказали, що він мав стосунки з Коктовою. Суд не виніс рішення щодо самої справи, але через неявку відповідачів він виніс рішення на користь Томіо Окамури. Орнела Коктова оскаржила вирок, тож справа досі розглядається.[коли?] Колишній прем'єр-міністр Чехії Їржі Пароубек початковий вирок розкритикував .[джерело?]
У 2013 році він подав до суду на чеське відділення міжнародної некомерційної організації Transparency International. 26 березня 2015 року міський суд Праги повністю відхилив позов Окамури про анулювання "Transparency International – Чеська Республіка". На думку суду, Томіо Окамура взагалі не мав права вимагати подібне. Через початкову несплату судових витрат Окамура згодом зіткнувся з конфікаційним стягненням, але зрештою він сплатив суму, і провадження щодо стягнення було зупинено.
Інститут незалежної журналістики подав на Томіо Окамуру до суду після того, як він назвав їхню веб-сторінку hlidacipes.org "шахрайським сайтом" та "сайтом, пов’язаним із грошима Джорджа Сороса". У серпні 2019 року суд змусив його принести вибачення.
У грудні 2018 року депутати Європарламенту Павел Свобода та Томаш Здеховський подали позов проти Томіо Окамури, оскільки у 2017 році той у своїх соціальних мережах стверджував, що обидва депутати мали намір проголосувати за введення санкцій через неприйняття мігрантів проти Чехії. Окружний суд району Прага-1 у лютому 2021 визнав заяви Окамури неправдивими та зобов’язав його публічно вибачитися перед обома депутатами. У квітні 2022 року це рішення підтвердив празький міський суд.

### Сенатор
У жовтні 2012 року балотувався як незалежний кандидат у сенатори Злінського округу. У першому турі виборів він отримав 11 772 голоси (30.27 %) і пройшов до другого туру. У другому турі він отримав 17 401 голос (66,23 %) і переміг кандидата від ČSSD Станіслава Мішака. Незважаючи на це, він стверджував, що в Сенаті засідають лише "проплачені маріонетки депутатів".
У Сенаті Окамура приєднався до сенаторського клубу за відновлення демократії – KDU-ČSL. В лютому 2013 року він підписав подання деяких сенаторів про звинувачення президента Вацлава Клауса у державній зраді через оголошену ним амністію, Однак Конституційний суд Чеської Республіки відхилив позов. Окамура також проголосував за пропозицію Сенату скасувати так звані ес-картки (чеськ. sKarty, платіжна картка, що слугувала посвідченням особи, яка отримує соціальні виплати від держави) і підтримав конституційну поправку про скасування довічного імунітету для державних службовців. У травні 2013 року він проголосував за обов'язковий збір у розмірі 3 % страхування транспортних засобів на користь пожежників, що б, за словами страхових компаній, призвело до зростання ціни страхування. Після обрання депутатом на позачергових парламентських виборах у жовтні 2013, сенаторські повноваження Окамури було автоматично припинено. На посаді сенатора він пробув рік і шість днів.[джерело?]

### Кандидат в президенти Чехії 2013
Після успіху на виборах до сенату, Томіо Окамура оголосив про свій намір балотуватися в президенти Чеської Республіки на виборах у 2013 році. Прихильники Окамури зібрали 61 500 підписів на його підтримку, проте 23 листопада 2012 року Міністерство внутрішніх справ оголосило, що дійсними були лише 35 751 з них. Після перевірки петиційних аркушів, МВС Чехії відмовило в реєстрації кандидатури Томіо Окамури через недостатню кількість підписів. 
Через зняття з виборів Окамура подав апеляцію до Вищого адміністративного суду, де його інтереси представляла інша кандидатка на пост президента республіки Клара Самкова. 13 грудня 2012 року Вищий адміністративний суд постановив, що Міністерство внутрішніх справ припустилося помилки в підрахунку, однак навіть після перерахунку за оціночним методом Окамура не мав достатньої кількості підписів, тому він знову не був зареєстрований. Окамура закликав Міністерство внутрішніх справ перерахувати всі підписи один за одним, а не використовувати метод оцінки, проте Міністерство відмовилося це робити. Він також подав заяву до поліції Чехії за фальсифікації та перешкоджання виборам. Він також звинуватив ЗМІ у тому, що вони дозволили себе підкупити та віддати перевагу певним кандидатам. Про саме Міністерство внутрішніх справ Окамура сказав, що "воно зробило все можливе, щоб усунути незручних кандидатів з виборів".
Також він заявив, що має намір подати до кінця 2012 року скаргу до Конституційного суду через нібито неконституційні та політичні дії Вищого адміністративного суду. Її було подано 27 грудня 2012. 4 січня 2013 року конституційні судді одноголосно погодилися не задовольняти клопотання Окамури про перенесення виборів. Окамура назвав рішення Конституційного суду несправедливим та заявив, що в Чехії домогтися справедливості не можна, через що він розглядав можливість подання скарги до Європейського суду з прав людини. 10 січня 2013 року Конституційний суд оголосив рішення, яким одноголосно відхилив скаргу Окамури щодо нібито неконституційної поведінки Міністерства внутрішніх справ і Вищого адміністративного суду через нелогічну структуру скарги та відсутність даних про неконституційну поведінку вищезазначених інституцій. Тоді Окамура відповів так: "Мої права були порушені через те, що ніхто не напружився і досі не напружується, щоб перевірити справжність підписів", висновок Конституційного суду був "захмарною брехнею та нісенітницею" . Він також зазначив, що на рішення суддів Конституційного Суду вплинув політичний страх та підтвердив, що звернеться до Європейського суду з прав людини.[коли?]

### "Світанок прямої демократії"
У травні 2013 року Окамура засновує політичний рух під назвою "Світанок прямої демократії Томіо Окамури", (чеськ. Úsvit přímé demokracie Tomia Okamury) метою якого було взяти участь у парламентських і муніципальних виборах, а потім просувати елементи прямої демократії. Ще в лютому 2013 року Окамура заперечував, що мав амбіції заснувати політичну партію або стати прем'єр-міністром чи міністром. Окамура також скаржився, що журналісти маніпулятивно порівнювали його рух із грецькою неонацистською політичною партією "Золотий світанок". За словами Окамури, незабаром після заснування рух заручився підтримкою політиків Алеша Розточіла, Радима Фіали та економіста Павла Когоута. У вересні 2013 року Павел Когоут дистанціювався від руху через розбіжності між власними політичними поглядами та поглядами Окамури.
На початку липня 2013 року Томіо Окамура був офіційно обраний головою руху "Світанок прямої демократії". На виборах до Палати депутатів чеського парламенту Чехії у 2013 році він успішно балотувався в Середньочеському краї від "Світанку...". Також балотувався на посаду заступника голови Палати депутатів, проте зазнав невдачі. 

24 березня 2015 року, після тривалих суперечок, Марек Чернох виключив Окамуру з депутатського клубу "Світанок прямої демократії", проте той залишався головою руху до 5 травня, коли він остаточно покинув рух і, разом із депутатом Радимом Фіалою та Ярославом Голіком, заснував інший рух під назвою "Свобода та пряма демократія". 

### "Свобода та пряма демократія"

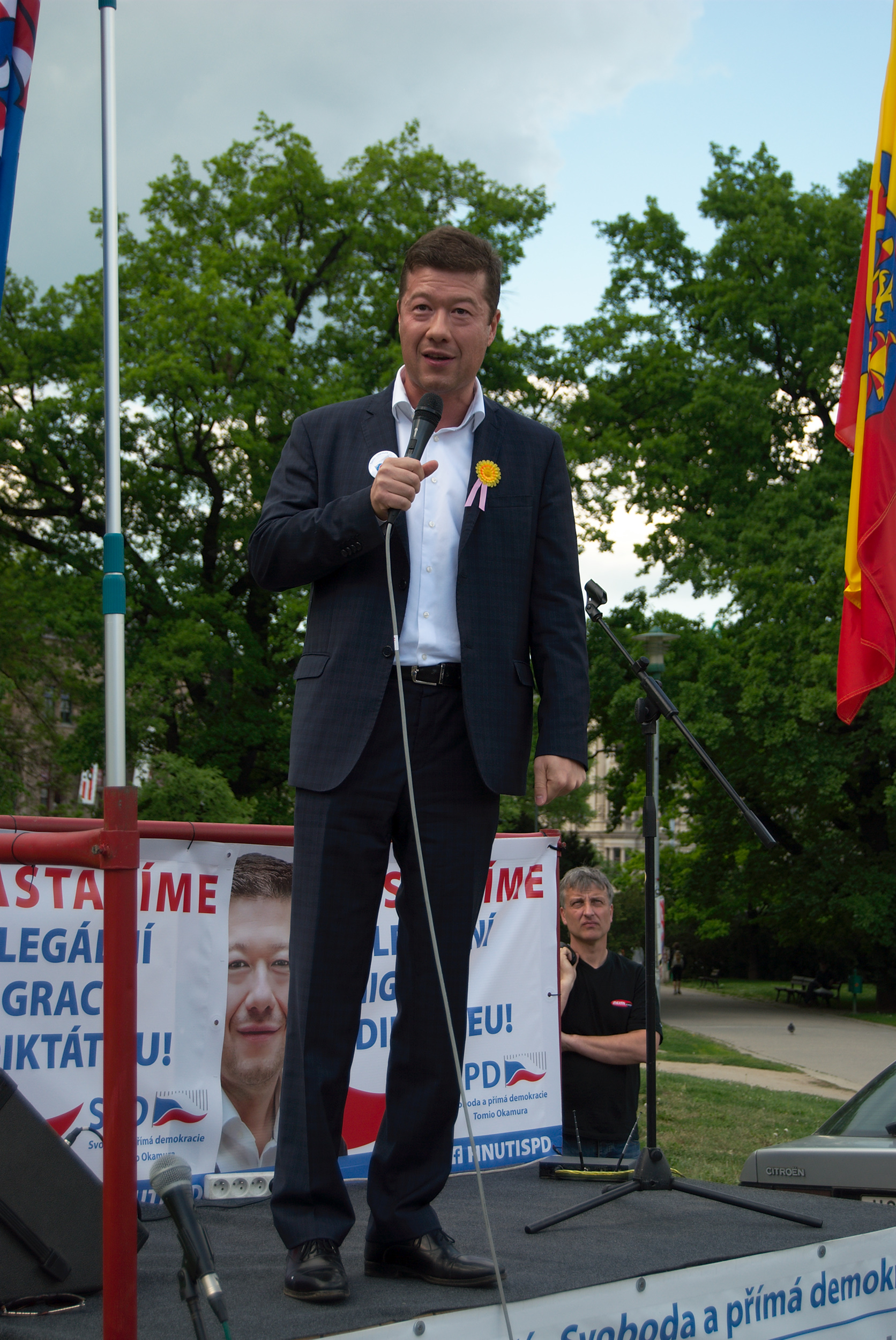
Томіо Окамура на демонстрації в Брно 11 травня 2016 року

16 травня 2015 року, під час прес-конференції в Палаті депутатів, Томіо Окамура оголосив про реєстрацію руху "Свобода і пряма демократія" (чеськ. Svoboda a přímá demokracie; SPD) Міністерством внутрішніх справ.
На виборах до Палати депутатів Чехії у 2017 році був лідером "Свободи та прямої демократії" у Середньочеському краї. Він набрав 12 689 преференційних голосів і захистив мандат депутата. У листопаді 2017 року він став заступником голови Палати депутатів Чеської Республіки – за його призначення проголосували 102 з 195 присутніх депутатів. 
У липні 2018 року на з'їзді руху SPD у Празі Окамура захистив посаду голови руху – він отримав 150 із 152 голосів і отримав мандат ще на три роки. Тоді ж він заявив, що "...коли SDP звертає увагу на небезпеку ісламізації, її критикують так само, як і письменника Карела Чапека в 1930-х роках, коли він звернув увагу на небезпеку фашизму ".
На виборах до Палати депутатів Чехії у 2021 році був головою SDP у Моравсько-Силезькому краї. Він набрав 17 069 преференційних голосів і захистив пост депутата. У жовтні 2021 року Окамура втратив посаду заступника голови Палати депутатів Чехії у зв'язку із спливанням терміну повноважень
На початку грудня 2021 Окамура захистив пост голови SPD. Депутат Європарламенту від SPD Гінек Блашек розкритикував Окамуру за те, що він не отримав запрошення на з’їзд, де він планував балотуватися у якості опозиції Томіо. Блашек також зазнчив, що причиною бойкоту була його підтримка кандидата від партії "Триколор" (чеськ. Trikolóra) на довиборах до Сенату 2020 року, а не від SPD.

### Родина
Протягом трьох років Окамура був одружений із японкою Міє. Від неї політик має сина Рує. З 2005 року він перебував у стосунках із Євою Нетолицькою, молодшою за нього на 9 років. У 2011-2016 роках його дівчиною була студентка Моніка Талашова, яка на 19 років молодша за Томіо. У липні 2017 року Окамура заявив, що неодружений і має намір займатися політикою, а не особистим життям.
Має двох братів. Його старший брат Гаято Окамура (нар. 1966 у Празі) працює перекладачем. У 2015 році Гаято приєднався до чеського Християнсько-демократичного союзу, від якої балотувався на парламентських виборах у Празі.  Молодший брат Осаму Окамура (нар. 1973 у Токіо) працює архітектором та викладачем в університеті.
У 2021 році було завершено будівництво його вілли в празькому районі Бржевнов.

## Погляди
Окамура, за його словами, є прибічником прямої демократії, прикладами якої є, наприклад, Швейцарія та Ліхтенштейн . Водночас його критики (у тому числі внутрішньопартійні опоненти) дорікають йому за недемократичні методи і диктаторський спосіб управління партією, що включає, зокрема, виключення незручних членів.
Окамура також наполягає на просуванні чеських національних інтересів. У 2012 році він опублікував у своєму блозі допис, в якому захищав початкову ідею народного комунізму та соціалізму, тобто спільноту рівних людей, які безпосередньо обирають і відкликають своїх представників. Проте в той же час Окамура наголошував на своїй прихильності принципам демократії та виказував різку незгоду з ідеями сталінізму. Він також сказав, що початкова ідея комунізму була спотворена і використана проти народу та вказав на лицемірство антикомуністів, які до 1989 року були членами Компартії Чехословаччини. Нинішню чеську Компартію, як і всі інші парламентські партії, Окамура назвав демократичним політичним суб’єктом.
Під час президентських виборів 2018 року він віддав свій голос за Мілоша Земана.
Європейський зелений курс (набір політичних ініціатив Єврокомісії, який включає, наприклад, заборону продажу нових бензинових і дизельних автомобілів від 2035 року) Окамура назвав "божевільним неомарксистським планом".
Окамура також сприяє забороні "пропаганди та поширення ісламу в Чехії". За його словами, іслам — це не релігія, а "ненависницька ідеологія", яку він порівнює з "гітлерівським нацизмом". Він також є противником квот на біженців запропонованих Єврокомісією та критикує "диктат Європейського Союзу", та підмічає, що нібито "навіть Радянський Союз не дозволяв собі визначати імміграційну політику Чехії".
Окамура вважає що японці є дуже однорідним (як культурно, так і візуально народом), який недовірливо та ксенофобно ставиться до іноземців.
Під час теледебатів він звернув увагу на офіційну статистику Євростату, що стосувалася вивозу капіталу з Чехії. Згідно з нею, між 2010 і 2016 роками 7,6 відсотка ВВП (2252 мільярди чеських крон) було вивезено за кордон як прямі іноземні інвестиції, тоді як дотації з ЄС склали 1,9 відсотка ВВП (563 мільярди крон). У промові перед асамблеєю він заявив, що "наше членство вигідне західним державам, для яких ми стали економічною колонією". За словами Окамури, чеські робітники на Заході "отримують високі зарплати і пенсії", а Чехія натомість отримує "сміття, неякісну їжу та інший непотріб".
Після вбивства журналіста Джамаля Хашоґджі в саудівському консульстві в Стамбулі він закликав припинити експорт чеської зброї до Саудівської Аравії та запровадити санкції проти неї. За словами Окамури, "не лише за окремий злочин уряду Саудівської Аравії, але й за тривалу підтримку тероризму, за організовані державою доведені випадки тортур, за жорстокі вбивства, за недотримання прав людини".
Окамура виступає проти переговорів про вступ Туреччини до ЄС. За його переконаннями, членство у НАТО держави, яка здійснює масштабні політичні чистки (як-от після спроби державного перевороту в 2016), кидає виклик Альянсу, оскільки той є захисником демократії. Також він впевнений, що в ісламському світі демократія неможлива. Окамура критикував турецьку окупацію Північного Кіпру, заявивши, що він стурбований тим, що член НАТО окуповує частину Кіпру, "а НАТО про це мовчить". У жовтні 2019 року політик засудив турецьке вторгнення до Сирії, заявивши, що "нам потрібно показати, що ми не боїмося шантажу президента Ердогана проти європейських країн". Він також виступив проти проголошення незалежності Косовом в 2008 році.
Томіо Окамура є прихильником Ізраїлю та підтримав рішення президента США Дональда Трампа визнати Єрусалим столицею Ізраїлю, хоча Східний Єрусалим (незаконно анексований Ізраїлем після військової окупації в 1967 році) своєю столицею вважає Палестинська держава. Окамура прокоментував це так: "Я сподіваюся, що незабаром до цього рішення приєднається і Чехія – у нас нарешті є шанс наслідувати США в правильному рішенні." Окамура критично ставиться до Палестинської влади, проте підтримує право палестинців на самовизначення. Він розкритикував міністра закордонних справ Петржичека, міністра культури Заоралека та колишнього міністра закордонних справ Шварценберґа за їхню спільну заяву від 23 травня 2020 року, в якій вони засудили заплановану Ізраїлем анексію єврейських поселень, побудованих на західному березі Йордану з 1967 року. За словами Окамури, SPD "підтримує позицію президента, яка базується на традиційно чудових відносинах між Чехією та Ізраїлем, який є буфером проти ісламського радикалізму".
Політик вважає добрим способом боротьби з політичною корупцією систему прямої демократії в Швейцарії, де є можливість відкликання політиків на референдумі. 
Окамура наполягає на тому, щоб Чехія почала вимагати від Німеччини репарації за збитки, завдані німецькою окупацією під час Другої світової війни, як це зробили Польща та Греція. Він також звинуватив чеський уряд у "покірливому мовчанні" з приводу цього питання.

## Критика і суперечливість

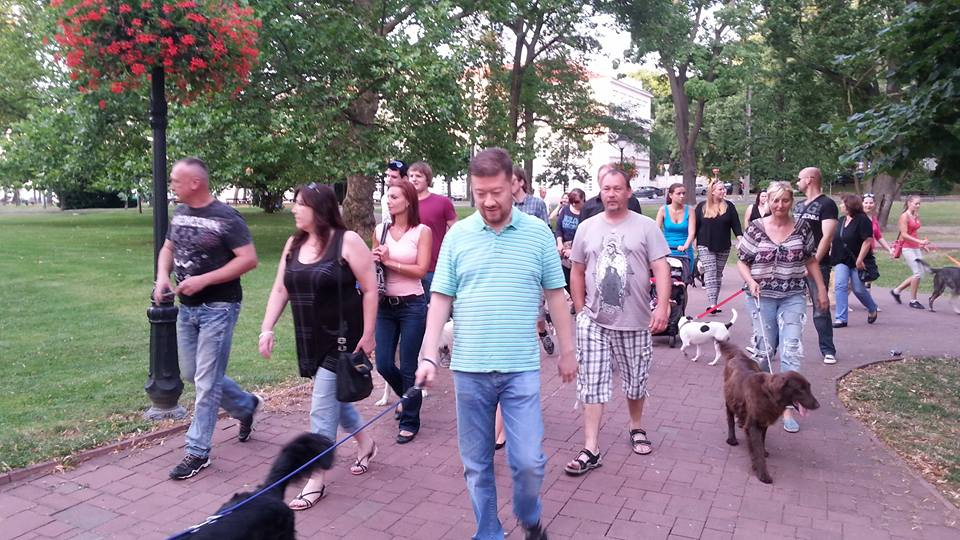
Липень 2015 року. Окамура бере участь у протестній прогулянці собак у Шановському парку (Теплиці)

У 2012 році журналіст чеського тижневика Reflex Петр Голець назвав Томіо Окамуру популістом через його позицію та промови. Таку ж критику він отримав і від Давіда Клімеша, журналіста тижневика Euro.  Обидва дорікали Окамурі в тому, що він лише обіцяє приємні широкому загалу речі, але не створює планів досягнення своїх ідеалів. Однак із твердженням про популізм Окамура не погодився. Згодом, популістом його назвав і Їндржих Шидло, політолог газети Hospodářské noviny.
В 2012 році Окамуру також критикували за написання статті, в якій він захищав Ладислава Батору, який балотувався від Національної партії, а також Властиміла Пеханця, засудженого за вбивство на расовому ґрунті. За радикальні ідеї політика критикували, наприклад, сенаторка Елішка Ваґнерова, декан факультету мистецтв Карлового університету Міхал Стеглік, а також журналіст і письменник Карел Гвіждяла.

## Твори
- 2010 – Чеська мрія (чеськ. Český sen) (видавництво "Fragment")
- 2011 - Мистецтво панувати (чеськ. Umění vládnout) (видавництво "Fragment")
- 2012 - Мистецтво жити (чеськ. Umění žít) (видавництво "Fragment")
- 2013 - Мистецтво прямої демократії (чеськ. Umění přímé demokracie) (видавництво "Fragment")
- 2013 – Велика японська кулінарна книга (чеськ. Velká japonská kuchařka) (у співавторстві з Міею Крейчиковою Окамуровою, видавництво "Fragment")